# Jasper (radioprogramma)
Jasper was een nachtprogramma op de Nederlandse radiozender 3FM. Het programma werd namens AVROTROS iedere maandagnacht tussen 0 en 2 uur uitgezonden. In januari 2015 werd het al elke woensdagnacht van 1 tot 4 uur uitgezonden, voor de omroep PowNed. Het programma werd gepresenteerd door Jasper Leijdens, aan wie het programma zijn naam ontleende. Op 1 januari 2015 werd het programma voor het eerst uitgezonden.